# Mathematische Beschreibung des Bipolartransistors
Das physikalische Verhalten des Bipolartransistors basiert im Wesentlichen auf dem der Diode, wodurch die entsprechenden Formeln (in einer etwas abgewandelten Form) auch auf den Bipolartransistor angewandt werden können. Zusätzlich gilt es, einige weitere Effekte wie die Stromverstärkung zu berücksichtigen.

## Formelzeichen
Im Folgenden werden die hier verwendeten Formelzeichen verwendet. Für weitere Formelzeichen siehe auch „Ersatzschaltungen des Bipolartransistors“.

### Ströme
|            | -Strom | -Dauer- strom          | -Spitzen- strom                      |
| ---------- | ------ | ---------------------- | ------------------------------------ |
| Kollektor- | IC     | {\displaystyle I_{CM}} | {\displaystyle I_{C,\mathrm {max} }} |
| Basis-     | IB     | {\displaystyle I_{BM}} | {\displaystyle I_{B,\mathrm {max} }} |
| Emitter-   | IE     | {\displaystyle I_{EM}} | {\displaystyle I_{E,\mathrm {max} }} |

- Sättigungssperrstrom: {\displaystyle I_{S}\approx 10^{-16}\dots 10^{-12}\,\mathrm {A} }
- Kollektor-Basis-Sperrstrom: {\displaystyle I_{CBO}}
- Emitter-Basis-Sperrstrom: {\displaystyle I_{EBO}}
- Kollektor-Emitter-Sperrstrom: {\displaystyle I_{CEO}} bzw. {\displaystyle I_{CES}}

### Spannungen
- Kollektor-Emitter Spannung: {\displaystyle U_{\mathrm {CE} }}
- Basis-Emitter Spannung: {\displaystyle U_{\mathrm {BE} }}
- Kollektor-Basis-Spannung: {\displaystyle U_{\mathrm {CB} }}
- Early-Spannung: {\displaystyle U_{A}}
{\displaystyle U_{A,\mathrm {pnp} }\approx 30\dots 75\,\mathrm {V} }
{\displaystyle U_{A,\mathrm {npn} }\approx 30\dots 150\,\mathrm {V} }
- Emitter-Basis Durchbruchsspannung: {\displaystyle U_{(BR)EBO}\approx 5\dots 7\,\mathrm {V} }
- Kollektor-Basis Durchbruchsspannung: {\displaystyle U_{(BR)CBO}}
{\displaystyle U_{(BR)CBO}\approx 20\dots 80\,\mathrm {V} } bei Niederspannungstransistoren
{\displaystyle U_{(BR)CBO}<1{,}3\,\mathrm {kV} } bei Hochspannungstransistoren

### Widerstände
- Kleinsignalausgangswiderstand: {\displaystyle r_{CE}}
- Kleinsignaleingangswiderstand: {\displaystyle r_{BE}}

### Leistungen
- Verlustleistung: PV
- Maximale Verlustleistung:
Ptot oder Pmax (allgemein)
PV,25(A) (Umgebungsluftgekühlt; bei 25 °C)
PV,25(C) (mit zusätzlicher Kühlung; bei 25 °C)

### Andere
- Großsignalverstärkung: B
{\displaystyle B\approx 10\dots 100} bei Leistungstransistoren
{\displaystyle B\approx 100\dots 500} bei Kleinleistungstransistoren
{\displaystyle B\approx 500\dots 10^{4}} bei Darlington-Transistoren
- Kleinsignalverstärkung: {\displaystyle \beta }
- Steilheit: S
- Rückwärtssteilheit: {\displaystyle S_{r}}
- Arbeitspunkt: AP
- Umgebungstemperatur: TA
- Gehäusetemperatur: TC

## Stromverstärkungsfaktor
Man unterscheidet beim Bipolartransistor den Gleichstromverstärkungsfaktor B (auch {\displaystyle h_{FE}}) und die differentielle Stromverstärkung β (auch {\displaystyle h_{fe}}). Beide können sehr unterschiedlich sein (je nach Aufbau und Dotierung des Transistors). Sollten im Datenblatt keine anderen Angaben zu β zu finden sein, kann man die Näherung {\displaystyle \beta =B} verwenden.
Die Formel für den Gleichstrom-Verstärkungsfaktor lautet:
{\displaystyle B=h_{FE}={\frac {I_{\mathrm {C} }}{I_{\mathrm {B} }}}}
Diese Formel kann für die meisten Berechnungen eingesetzt werden, da sich die durch den Early-Effekt verursachte Abhängigkeit des Gleichstromverstärkungsfaktors B von {\displaystyle U_{CE}} nur geringfügig auswirkt.
Unter Berücksichtigung des Early-Effekts erhält man:
{\displaystyle B\left(U_{BE},U_{CE}\right)=B_{0}\left(U_{BE}\right)\,\left(1+{\frac {U_{CE}}{U_{A}}}\right)}
wobei {\displaystyle B_{0}} die ideale Stromverstärkung ohne Early-Effekt darstellt.
Bei Wechselstrom tritt die differenzielle Stromverstärkung auf. Diese ergibt sich aus:
{\displaystyle \beta ={\frac {\partial I_{\mathrm {C} }}{\partial I_{\mathrm {B} }}}} mit {\displaystyle U_{\mathrm {CE} }={\text{konst.}}}
Durch Einsetzen erhält man den Zusammenhang zwischen B und β:
{\displaystyle \beta ={\frac {\partial I_{C}}{\partial \left({\frac {I_{C}}{B\left(I_{C},U_{CE}\right)}}\right)}}={\frac {B}{1-{\frac {I_{C}}{B}}\,{\frac {\partial B}{\partial I_{C}}}}}}
Man bezeichnet B auch als Großsignalverstärkung und {\displaystyle \beta } als Kleinsignalverstärkung.

## Großsignalgleichungen
Über die Gleichungen der Diode zeigt sich eine exponentielle Abhängigkeit der Ströme {\displaystyle I_{B}} und {\displaystyle I_{C}} von der Spannung {\displaystyle U_{BE}}. Für den Normalbetrieb ergibt sich somit:
{\displaystyle I_{C}=I_{S}\,\mathrm {e} ^{\frac {U_{BE}}{U_{T}}}\,\left(1+{\frac {U_{CE}}{U_{A}}}\right)}
{\displaystyle I_{B}={\frac {I_{C}}{B\left(U_{BE},U_{CE}\right)}}={\frac {I_{S}}{B_{0}}}\left(\,\mathrm {e} ^{\frac {U_{BE}}{U_{T}}}-1\right)}

## Kleinsignalparameter
Die partiellen Ableitungen im Arbeitspunkt werden als Kleinsignalparameter bezeichnet. Diese können aus der Kennlinie ermittelt werden, allerdings ergibt sich aus dem Ablesefehler unter Verwendung von Datenblättern normalerweise kein brauchbares Ergebnis. Zudem sind die entsprechenden Kennlinien meist auch nicht angegeben.

### Steilheit
Die Steilheit beschreibt die differenzielle Änderung des Kollektorstromes {\displaystyle I_{C}} und der Spannung {\displaystyle U_{BE}}.
{\displaystyle S={\frac {\partial I_{C}}{\partial U_{BE}}}\forall {AP}={\frac {I_{C,AP}}{U_{T}}}}

### Kleinsignaleingangswiderstand
Der Kleinsignaleingangswiderstand {\displaystyle r_{BE}} beschreibt die differenzielle Änderung der Spannung {\displaystyle U_{BE}} und mit dem Basistrom {\displaystyle I_{B}}.
{\displaystyle r_{BE}={\frac {\partial U_{BE}}{\partial I_{B}}}\forall {AP}}
{\displaystyle r_{BE}} kann durch eine Umwandlung dieser Formel auch aus der Steilheit abgeleitet werden:
{\displaystyle r_{BE}={\frac {\partial U_{BE}}{\partial I_{C}}}\forall {AP}\cdot {\frac {\partial I_{C}}{\partial I_{B}}}\forall {AP}=\beta {\frac {\partial U_{BE}}{\partial I_{C}}}\forall {AP}={\frac {\beta }{S}}}

### Kleinsignalausgangswiderstand
Der Kleinsignalausgangswiderstand {\displaystyle r_{CE}} gibt die differenzielle Änderung zwischen der Emitterspannung {\displaystyle U_{CE}} und dem Kollektorstrom {\displaystyle I_{C}} an.
{\displaystyle r_{CE}={\frac {\partial U_{CE}}{\partial I_{C}}}\forall {AP}={\frac {U_{A}+U_{CE,AP}}{I_{C,AP}}}{\stackrel {\quad U_{CE,AP}\ll U_{A}\quad }{\approx }}{\frac {U_{A}}{I_{C,AP}}}}

### Rückwärtssteilheit
Die Rückwärtssteilheit {\displaystyle S_{r}} beschreibt die differenzielle Änderung zwischen dem Basisstrom {\displaystyle I_{B}} und der Kollektor-Emitter-Spannung {\displaystyle U_{CE}}.
{\displaystyle S_{r}={\frac {\partial I_{B}}{\partial U_{CE}}}\forall {AP}}
Die Rückwärtssteilheit ist nur sehr gering und kann daher meist vernachlässigt werden.
{\displaystyle S_{r}\approx 0}

## Kleinsignalgleichungen
Aus den Kleinsignalparametern erhält man die Kleinsignalgleichungen:
{\displaystyle i_{B}={\frac {1}{r_{BE}}}\,u_{BE}+S_{r}\,u_{CE}}
{\displaystyle i_{C}=S\,u_{BE}+{\frac {1}{r_{CE}}}\,u_{CE}}

## Kühlung
Die Berechnung der Kühlung eines Transistors entspringt der Wärmelehre. Die entstehende Wärme in der Sperrschicht (junction) {\displaystyle T_{J}} muss über das Substrat an das Gehäuse (case) mit der Temperatur {\displaystyle T_{C}}, danach über den Kühlkörper (heatsink) mit der Temperatur {\displaystyle T_{H}} und danach an die Umgebung (ambient) mit der Temperatur {\displaystyle T_{A}} abgeleitet werden. Der dabei entstehende Wärmestrom (Φ) entspricht hierbei der im Transistor umgesetzten Leistung {\displaystyle P_{V}}.
{\displaystyle P_{V}=U_{CE}\,I_{C}=\Phi ={\frac {T_{J}-T_{A}}{R_{th,JA}}}}
Die in den einzelnen Körpern (Substrat, Gehäuse, Kühlkörper, Umgebung) enthaltene Wärmemenge {\displaystyle Q_{\mathrm {th} }} ergibt sich aus:
{\displaystyle Q_{\mathrm {th} }=C_{\mathrm {th} }\,T_{\mathrm {th} }}
Wobei {\displaystyle C_{\mathrm {th} }} die Wärmekapazität der jeweiligen Körper darstellt, in der die Wärme gespeichert wird. Wird im Transistor zu viel Leistung umgesetzt, kann die Wärme nicht schnell genug abfließen und die Temperatur der einzelnen Schichten erhöht sich. Zudem darf die Umgebungstemperatur nicht zu hoch sein, damit die Wärme abfließen kann. Im Pulsbetrieb wird die maximale Leistung kurzfristig überschritten, da jedoch die Schichten die Möglichkeit zur Abkühlung haben, wird die maximal zulässige Temperatur dabei nicht überschritten.
{\displaystyle P_{V,\mathrm {max} ,\mathrm {puls} }\left(t_{P},D\right)={\frac {T_{J,\mathrm {max} }-T_{A,\mathrm {max} }}{R_{\mathrm {th} ,JA,\mathrm {puls} }\left(t_{p},D\right)}}}
Hierbei ist {\displaystyle t_{p}} die Pulsdauer, {\displaystyle f_{w}} die Wiederholfrequenz und D das Tastverhältnis.
{\displaystyle \lim _{t_{p}\to 0}{\frac {P_{V,\mathrm {max} ,\mathrm {puls} }}{P_{V,\mathrm {max} ,\mathrm {stat} }}}={\frac {1}{D}}={\frac {1}{t_{p}\,f_{w}}}}

## Grenzdaten
Ein Transistor besitzt verschiedene Kenndaten, die im Betrieb nicht überschritten werden dürfen. Dazu gehören Grenzspannungen, Grenzströme und die maximal zulässige Verlustleistung. Werden diese Werte überschritten, tritt ein Durchbruch auf, bei dem das Halbleitermaterial im Transistor schmilzt und dadurch dauerhaft leitfähig wird bzw. verdampft. Wenn Halbleitermaterial verdampft, kann durch den entstehenden Gasdruck das Transistorgehäuse aufgesprengt werden. Die Werte von pnp- und npn-Transistoren unterscheiden sich im Vorzeichen, jedoch nicht in den Beträgen.
Die Bezeichnung der Durchbruchsspannungen und -ströme setzen sich zusammen aus dem jeweiligen Formelzeichen (Spannung = U; Strom = I), der Bezeichnung BR für Durchbruch (breakdown), der Angabe der Anschlüsse, auf die sich der Wert bezieht (C; B; E), und einem Zusatz, welcher für den Belastungstyp des Transistors steht.
| Zusatz | Bedeutung   | Ausgang         |
| ------ | ----------- | --------------- |
| S      | shorted     | kurzgeschlossen |
| O      | offen; open | unbelastet      |
| R      | resistor    | belastet        |

### Arbeitsbereich

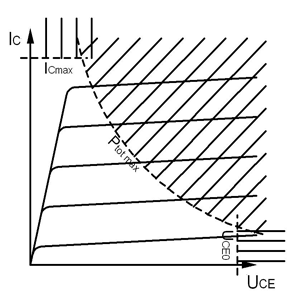
Begrenzung des Transistor-Arbeitsbereichs

Ausgangskennlinienfeld eines npn-Transistors

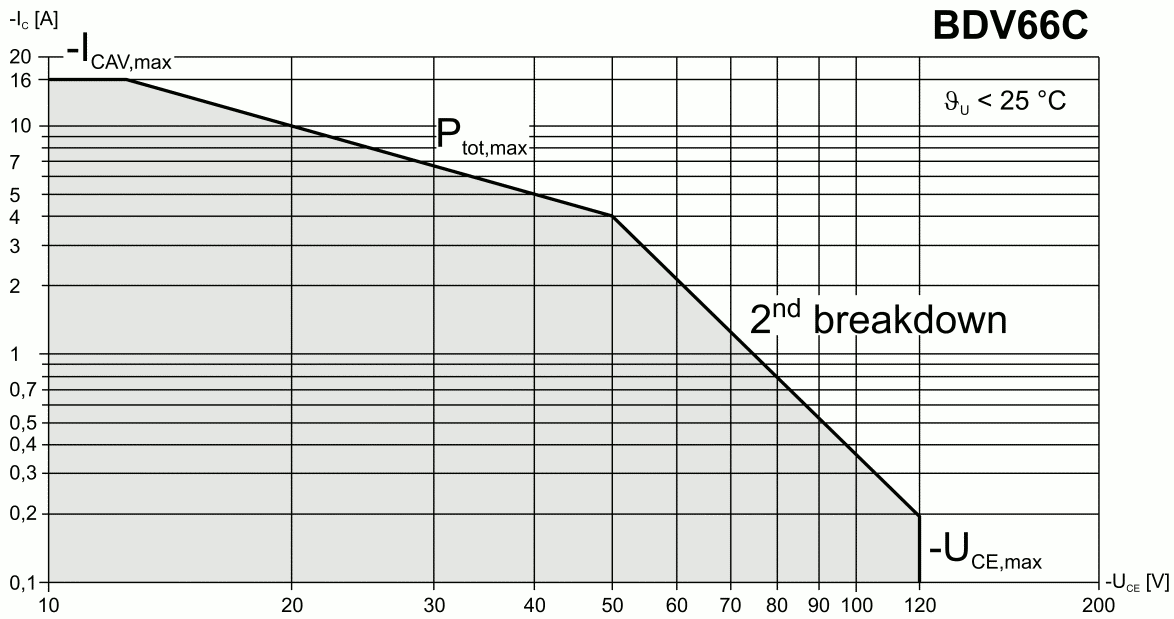
Betriebsgrenzen eines pnp-Darlingtonleistungs- transistors Typ BDV66C

Ein Bipolartransistor hat einen Arbeitsbereich (engl.: SOA, Safe Operation Area), der im Wesentlichen durch folgende Größen begrenzt wird:
- maximal zulässiger Kollektorstrom {\displaystyle I_{C,\mathrm {max} }}
- maximale Kollektor-Emitterspannung {\displaystyle U_{CE,O}} (Leerlauffall), auch als {\displaystyle U_{CE,\mathrm {max} }} bezeichnet
- maximale Sperrschichttemperatur {\displaystyle \vartheta _{j,\mathrm {max} }}

Da die Sperrschichttemperatur nicht direkt messbar ist, wird in Datenblättern die maximale Verlustleistung {\displaystyle P_{\mathrm {tot,max} }} bei gegebener Umgebungs- bzw. Gehäusetemperatur angegeben.
Insbesondere bei Leistungstransistoren existiert noch eine weitere Grenze, der Durchbruch 2. Art (engl.: second breakdown oder secondary breakdown). Bei Leistungstransistoren hat das Halbleitermaterial notwendigerweise ein größeres Volumen als z. B. bei Kleinsignaltransistoren. Innerhalb des Halbleitermaterials treten daher vermehrt Inhomogenitäten auf, was dazu führt, dass in einigen Volumenelementen eine höhere Verlustleistung in Wärme umgesetzt wird als in anderen Volumenelementen. Bei hinreichend großer Verlustleistung, die aber noch unterhalb des maximalen Wertes {\displaystyle P_{\mathrm {tot,max} }} liegt, steigt in einigen Volumenelementen die Temperatur so weit an, dass das Halbleitermaterial in den betroffenen Volumenelementen instabil wird. Bei hinreichend großer Kollektor-Emitterspannung erfolgt in den betroffenen Volumenelementen ein lokaler Durchbruch, wodurch diese zerstört werden. Durch den Ausfall einzelner Volumenelemente steigen die Verlustleistung und damit die Temperatur in allen anderen Volumenelementen an. Es erfolgen weitere lokale Durchbrüche mit Zerstörung der betroffenen Volumenelemente. Der Effekt setzt sich kaskadenartig fort und führt schließlich zur Zerstörung des Halbleitermaterials.

### Spannungen
Basis-Emitter-DurchbruchsspannungStellt die maximale Basis-Emitter Sperrspannung {\displaystyle U_{(BR)BEO}} dar und ist werkstoffabhängig. Die Bipolartransistoren basierend auf Silicium liegt sie im Bereich um 5 V, bei Germanium nahe 20 V.
Kollektor-Basis-DurchbruchsspannungDie Kollektor-Basis-Durchbruchsspannung {\displaystyle U_{(BR)CBO}} gibt an, wann die Kollektor-Diode im Sperrbetrieb durchbricht. Da die Kollektor-Diode im Normalbetrieb gesperrt sein muss, darf diese Spannung im Normalbetrieb nicht überschritten werden. Diese Spannung ist die größte Grenzspannung eines Transistors.
Kollektor-Emitter-SpannungIn der Praxis ist die maximale Kollektor-Emitter-Spannung {\displaystyle U_{CE}} besonders wichtig. Ab einer bestimmten Kollektor-Emitter-Spannung tritt ein Durchbruch auf, durch den der Kollektorstrom sehr stark ansteigt und damit die Zerstörung des Transistors verursacht.
Allgemein gilt:
{\displaystyle U_{(BR)CEO}<U_{(BR)CER}<U_{(BR)CES}<U_{(BR)CBO}}
für npn-Transistoren (UBR > 0 V) und umgekehrt
{\displaystyle U_{(BR)CEO}>U_{(BR)CER}>U_{(BR)CES}>U_{(BR)CBO}}
für pnp-Transistoren (UBR < 0 V).

### Ströme
Bei den Grenzströmen unterscheidet man zwischen den maximalen Dauerströmen (continuous currents) und Spitzenströmen (peak currents). Die maximalen Dauerströme werden {\displaystyle I_{B,\mathrm {max} }}, {\displaystyle I_{C,\mathrm {max} }} und {\displaystyle I_{E,\mathrm {max} }} genannt. Die Spitzenströme werden {\displaystyle I_{CM}}, {\displaystyle I_{BM}} und {\displaystyle I_{EM}} genannt und gelten jeweils für bestimmte, im Datenblatt angegebene, Pulsdauern und Pulswiederholraten. Die Spitzenströme sind üblicherweise 1,2 bis 2 mal so groß wie die Dauerströme.
Die Sperrströme (cut-off currents) werden mit {\displaystyle I_{EBO}} und {\displaystyle I_{CBO}} sowie mit {\displaystyle I_{CEO}} bzw. {\displaystyle I_{CES}} bezeichnet. Diese Ströme treten an der Emitter- bzw. Kollektor-Diode auf, wenn an dieser etwas weniger als die jeweiligen Diffusionsspannungen anliegen (d. h. die Diode gerade nicht durchschaltet). Hierbei gilt:
{\displaystyle I_{CES}<I_{CEO}}

### Leistung
Die Verlustleistung des Transistors ergibt sich aus:
{\displaystyle P_{V}=U_{CE}\,I_{C}+U_{BE}\,I_{B}\approx U_{CE}\,I_{C}}
Die maximale Verlustleistung {\displaystyle P_{\mathrm {tot} }} bzw. {\displaystyle P_{\mathrm {max} }} ist eine der wichtigsten Kenndaten eines Transistors. Die Temperatur in der Sperrschicht erhöht sich um den Wert, bei dem die Wärme über das Gehäuse und den Kühlkörper an die Umgebung abgegeben werden kann. Diese Temperatur darf den materialabhängigen Grenzwert nicht überschreiten. Für Silicium gilt hierbei:
{\displaystyle T_{\mathrm {max,SI} }=175\ \mathrm {{}^{\circ }C} }
In der Praxis rechnet man hierbei sicherheitshalber mit einem Grenzwert von 150 °C, um ein vorzeitiges Schmelzen des Siliciums zu verhindern.
Im Datenblatt wird die maximale Verlustleistung für zwei Fälle angegeben:
1. {\displaystyle P_{V,25(A)}}
Umgebungsluftgekühlter (free-air cooled) Betrieb bei stehender Montage auf einer Leiterplatte bei einer Umgebungstemperatur (ambient temperature) von {\displaystyle T_{A}=25\ \mathrm {{}^{\circ }C} }. Bei Kleinleistungstransistoren ohne Befestigung für einen zusätzlichen Kühlkörper wird nur dieser Wert im Datenblatt angegeben, da in diesem Fall {\displaystyle P_{\mathrm {tot} }=P_{V,25(A)}} gilt.
2. {\displaystyle P_{V,25(C)}}
Betrieb bei einer Gehäusetemperatur (case temperature) von {\displaystyle T_{C}=25\ \mathrm {{}^{\circ }C} }. Die notwendigen Kühlmaßnahmen werden hierbei meist nicht mit angegeben. Bei Leistungstransistoren, die nur mit einem Kühlkörper betrieben werden dürfen, wird nur dieser Wert im Datenblatt als {\displaystyle P_{\mathrm {tot} }=P_{V,25(C)}} angeben.

Da die maximal zulässige Leistung {\displaystyle P_{\mathrm {tot} }} mit zunehmender Temperatur abnimmt, wird im Datenblatt oft die sog. power derating curve angegeben, die {\displaystyle P_{\mathrm {tot} }} in Abhängigkeit von {\displaystyle T_{A}} bzw. {\displaystyle T_{C}} angibt.

### Temperaturabhängigkeit
Die Kenndaten eines Transistors sind stark von der Temperatur des Transistors abhängig. Die Abhängigkeit des Zusammenhangs zwischen Kollektorstrom {\displaystyle I_{C}} und Basis-Emitter-Spannung {\displaystyle U_{BE}} von der Temperatur T ist hierbei besonders wichtig:
{\displaystyle I_{C}\left(U_{BE},T\right)=I_{S}\left(T\right)\,\mathrm {e} ^{\frac {U_{BE}}{U_{T}\left(T\right)}}\,\left(1+{\frac {U_{CE}}{U_{A}}}\right)}
Der Grund dafür ist die Temperaturabhängigkeit vom Sperrstrom {\displaystyle I_{S}} und der Temperaturspannung {\displaystyle U_{T}}:
{\displaystyle U_{T}(T)={\frac {k\,T}{q}}=86{,}142\cdot 10^{-6}\,{\frac {\rm {V}}{\rm {K}}}\,T}
{\displaystyle I_{S}(T)=I_{S}\left(T_{0}\right)\,\mathrm {e} ^{\left({\frac {T}{T_{0}}}-1\right)\,{\frac {U_{G}\left(T\right)}{U_{T}\left(T\right)}}}\,{\left({\frac {T}{T_{0}}}\right)}^{x_{T,I}}} mit {\displaystyle x_{T,I}\approx 3}
Hierbei ist k die Boltzmann-Konstante, q die Elementarladung und {\displaystyle U_{G}={\tfrac {1{,}12\,\mathrm {eV} }{q}}=1{,}12\,\mathrm {V} } die Bandabstandsspannung von Silizium bei 300 K. Da die Temperaturabhängigkeit von UG nur sehr gering ist, wird diese in der Praxis nicht berücksichtigt.
Durch Differentiation erhält man:
{\displaystyle {\frac {1}{I_{S}}}\,{\frac {\delta I_{S}}{\delta T}}={\frac {1}{T}}\,\left(3+{\frac {U_{G}}{U_{T}}}\right){\begin{matrix}{}_{T=300\,\mathrm {K} }\\\approx \\\,\end{matrix}}0{,}15\,\mathrm {K} ^{-1}}
{\displaystyle {\frac {1}{I_{C}}}\,{\frac {\delta I_{C}}{\delta T}}\forall \left(U_{BE}={\text{const.}}\right)={\frac {1}{T}}\,\left(3+{\frac {U_{G}-U_{BE}}{U_{T}}}\right){\begin{matrix}{}_{T=300\,\mathrm {K} }\\{}_{U_{BE}=0{,}7\,\mathrm {V} }\\\approx \\\,\\\,\end{matrix}}0{,}065\,\mathrm {K} ^{-1}}
Das bedeutet, dass {\displaystyle I_{C}} bei einer Temperaturerhöhung von nur {\displaystyle 1\,\mathrm {K} } bereits auf das 1,065-fache ansteigt. Zudem verdoppelt sich der Kollektorstrom {\displaystyle I_{C}}, sobald die Temperatur um ca. {\displaystyle 15\,\mathrm {K} } gestiegen ist. Der Arbeitspunkt kann daher nicht über {\displaystyle U_{BE,A}} eingestellt werden, da {\displaystyle I_{C,A}} bei Temperaturänderung möglichst konstant gehalten werden muss.
Für den Fall, dass {\displaystyle I_{C,A}} nur schwach temperaturabhängig ist, kann man näherungsweise die Temperaturabhängigkeit von {\displaystyle U_{BE}} ermitteln:
{\displaystyle {\frac {\delta U_{BE}}{\delta T}}\forall \left(I_{C}={\text{const.}}\right)={\frac {U_{BE}-U_{G}-3\,U_{T}}{T}}{\begin{matrix}{}_{T=300\,\mathrm {K} }\\{}_{U_{BE}=0{,}7\,\mathrm {V} }\\\approx \\\,\\\,\end{matrix}}-1{,}7\cdot 10^{-3}\,{\frac {V}{K}}}
Die Stromverstärkung ist ebenfalls temperaturabhängig. Hierbei gilt der Zusammenhang:
{\displaystyle B(T)=B\left(T_{0}\right)\,\mathrm {e} ^{\left({\frac {T}{T_{0}}}-1\right)\,{\frac {\Delta U_{\mathrm {dot} }}{U_{T}\left(T\right)}}}\approx B\left(T_{0}\right)\,{\left({\frac {T}{T_{0}}}\right)}^{x_{T,B}}} mit {\displaystyle x_{T,B}\approx 1{,}5}
Hierbei ist {\displaystyle U_{\mathrm {dot} }} eine vom Material abhängige Konstante. Bei Silicium gilt {\displaystyle U_{\mathrm {dot} }\approx 44\,\mathrm {mV} }. In der Praxis ergibt sich bei T = 300 K:
{\displaystyle {\frac {1}{B}}\,{\frac {\delta B}{\delta T}}={\frac {\Delta U_{\mathrm {dot} }}{U_{T}\,T}}\approx 5{,}6\cdot 10^{-3}\,\mathrm {K} ^{-1}}
Und für die Näherung:
{\displaystyle {\frac {1}{B}}\,{\frac {\delta B}{\delta T}}={\frac {x_{T,B}}{T}}\approx 5\cdot 10^{-3}\,\mathrm {K} ^{-1}}

## Vierpoldarstellung
Gemäß der Vierpoltheorie kann man jedes elektronische Bauelement als Vierpol behandeln. Im Fall des Transistors stellt man die Kleinsignalgleichungen in Matrizenform dar:
{\displaystyle {\begin{pmatrix}i_{B}\\I_{C}\end{pmatrix}}={\begin{pmatrix}{\frac {1}{r_{BE}}}&S_{r}\\S&{\frac {1}{r_{CE}}}\end{pmatrix}}\,{\begin{pmatrix}u_{BE}\\u_{CE}\end{pmatrix}}}
oder in der Leitwertdarstellung mit der Y-Matrix Ye:
{\displaystyle {\begin{pmatrix}i_{B}\\I_{C}\end{pmatrix}}=\mathbf {Y} _{e}\,{\begin{pmatrix}u_{BE}\\u_{CE}\end{pmatrix}}={\begin{pmatrix}y_{11,e}&y_{12,e}\\y_{21,e}&y_{22,e}\end{pmatrix}}\,{\begin{pmatrix}u_{BE}\\u_{CE}\end{pmatrix}}}
Alternativ kann man auch die Hybrid-Darstellung mit der H-Matrix He verwenden:
{\displaystyle {\begin{pmatrix}u_{BE}\\I_{C}\end{pmatrix}}=\mathbf {H} _{e}\,{\begin{pmatrix}i_{B}\\u_{CE}\end{pmatrix}}={\begin{pmatrix}h_{11,e}&h_{12,e}\\h_{21,e}&h_{22,e}\end{pmatrix}}\,{\begin{pmatrix}i_{B}\\u_{CE}\end{pmatrix}}}
Der Index e bedeutet hierbei, dass der Transistor in einer Emitterschaltung betrieben wird.

Ersatzschaltbild mit h-Parametern. Die Stromquelle verhält sich hier wie eine Stromsenke Damit fließen kann, ist der Transistor in einem geeigneten Stromkreis zu betreiben, den eine Energiequelle speist.

Vierquadrantenkennlinienfeld mit Kennzeichnung der h-Parameter

Für die Umwandlung gilt:
{\displaystyle r_{BE}=h_{11,e}={\frac {1}{y_{11,e}}}}
{\displaystyle \beta =h_{21,e}={\frac {y_{21,e}}{y_{11,e}}}}
{\displaystyle S={\frac {h_{21,e}}{h_{11,e}}}=y_{21,e}}
{\displaystyle S_{r}=-{\frac {h_{12,e}}{h_{11,e}}}=y_{12,e}}
{\displaystyle r_{CE}={\frac {h_{11,e}}{h_{11,e}\,h_{22,e}-h_{12,e}\,h_{21,e}}}={\frac {1}{y_{22,e}}}}

### Hybrid-Ersatzschaltbild
Die h-Parameter können wie folgt ermittelt werden:
- Kurzschluss-Eingangsimpedanz bei {\displaystyle u_{2}=0}, bzw. {\displaystyle r_{BE}}.

{\displaystyle h_{11,e}={\frac {u_{1}}{i_{1}}}={\operatorname {d} \!U_{1} \over \operatorname {d} \!I_{1}}{\bigg |}_{AP}}
- Leerlauf-Spannungsrückwirkung bei {\displaystyle i_{1}=0},

{\displaystyle h_{12,e}={\frac {u_{1}}{u_{2}}}={\operatorname {d} \!U_{1} \over \operatorname {d} \!U_{2}}{\bigg |}_{AP}}
- Kurzschluss-Stromverstärkung bei {\displaystyle u_{2}=0}, wird in Datenblättern eher als {\displaystyle h_{FE}}(Forward-Emitter) angegeben.

{\displaystyle h_{21,e}={\frac {i_{2}}{i_{1}}}={\operatorname {d} \!I_{2} \over \operatorname {d} \!I_{1}}{\bigg |}_{AP}}
- Leerlauf-Ausgangsleitwert bei {\displaystyle i_{1}=0}.

{\displaystyle h_{22,e}={\frac {i_{2}}{u_{2}}}={\operatorname {d} \!I_{2} \over \operatorname {d} \!U_{2}}{\bigg |}_{AP}} Im Vierquadrantenkennlinienfeld können die Werte direkt aus den Diagrammen abgelesen werden.

#### Interpretation mithilfe der Kirchhoff’schen Gleichungen
{\displaystyle u_{1}=h_{11}\cdot i_{i}+h_{12}\cdot u_{2}}
{\displaystyle i_{2}=h_{21}\cdot i_{1}+h_{22}\cdot u_{2}}

#### Anwendung Emitterschaltung ohne Gegenkopplung
Der Emitter liegt in diesem Fall satt auf GND, der Kollektorwiderstand kann im Kleinsignal-Ersatzschaltbild auch nach GND gezeichnet werden und muss mit einem eventuell vorhandenen Lastwiderstand parallelgeschaltet werden. Dieser Summenwiderstand wird als {\displaystyle R_{L}} bezeichnet. An diesem Widerstand liegt die Spannung {\displaystyle u_{2}} an, somit gilt {\displaystyle u_{2}=-i_{2}\cdot R_{L}}.
Die betriebliche Stromverstärkung kann mit Umformen der oben genannten Gleichungen berechnet werden:
{\displaystyle v_{I}={\frac {i_{2}}{i_{1}}}={\frac {h_{21}}{1+h_{22}\cdot R_{L}}}}
Die betriebliche Spannungsverstärkung kann ebenfalls aus den oberen Gleichungen errechnet werden:
{\displaystyle v_{U}={\frac {u_{2}}{u_{1}}}=-{\frac {h_{21}\cdot R_{L}}{(h_{11}\cdot h_{22}-h_{12}\cdot h_{21})\cdot R_{L}+h_{11}}}}
In gewisser Literatur wird noch die Vereinfachung {\displaystyle \Delta h=h_{11}\cdot h_{22}-h_{12}\cdot h_{21}} getroffen, somit:
{\displaystyle v_{U}=-{\frac {h_{21}\cdot R_{L}}{\Delta h\cdot R_{L}+h_{11}}}}